# Danieli Haloten
Danieli Haloten (Curitiba, 21 de fevereiro de 1980) é uma atriz brasileira. Em 2009 ficou nacionalmente conhecida ao ser a primeira atriz realmente cega a interpretar um papel fixo numa telenovela brasileira.

## Biografia
Formada em Artes Cênicas e Jornalismo, Danieli destacou-se em sua carreira ao conquistar um papel na telenovela Caras & Bocas da Rede Globo, até então seu único papel numa telenovela. Cega desde os dezessete anos, devido a um glaucoma de nascença, tornou-se a primeira deficiente visual, no mundo, a atuar numa telenovela.
Danieli sempre possuiu paixão pela arte e iniciou a carreira como apresentadora de TV. Em 2000 apresentou seu primeiro programa, o Danieli Multishow na Band Curitiba. Seu programa era um dominical de entrevistas de produção independente e com boa audiência, no entanto, sofreu com a falta de patrocínio e foi encerrado.
Em 17 de julho de 2006, produziu uma reportagem sobre deficientes e o mercado de trabalho com a equipe do programa Profissão Repórter, comandado por Caco Barcellos.
Para conquistar seu primeiro papel, Danieli Haloten disparou e-mails para autores de novela a procura de uma oportunidade para iniciar a sua carreira. Com muito custo Danieli conseguiu entrar em contato com Walcyr Carrasco, ele ficou interessado pelo seu currículo e escreveu um papel para ela na novela Caras & Bocas. Nesta ela interpretou Anita, a irmã do protagonista da trama, Gabriel (interpretado por Malvino Salvador). 
Para a gravação, Danieli e seu cão-guia, o labrador Higgans, tiveram que mudar para o Rio de Janeiro. Para recebê-la no elenco, a produção teve de fazer grandes adaptações à rotina como, por exemplo, elaborar versões do roteiro em braile. Danieli teve como coach, para assessorá-la em suas cenas, a atriz veterana Rosana Garcia.

## Filmografia

### Televisão
| Ano       | Título        | Personagem             |
| --------- | ------------- | ---------------------- |
| 2009-2010 | Caras & Bocas | Anita Batista da Silva |